# Richia triphaenoides
Richia triphaenoides är en fjärilsart som beskrevs av Dyar 1912. Richia triphaenoides ingår i släktet Richia och familjen nattflyn. Inga underarter finns listade.